# Giorno della fondazione della Repubblica Popolare Democratica di Corea
Il Giorno della fondazione della Repubblica (in coreano chosongul:인민정권 창건일) corrisponde alla festa della Repubblica della Corea del Nord. Celebrata il 9 settembre di ogni anno, è tra le più importanti giornate festive del Paese assieme al Giorno del Sole (il compleanno di Kim Il-sung), il Giorno della stella brillante (il compleanno di Kim Jong-il) e il Giorno della fondazione del Partito.

## Storia
Dopo la liberazione della Corea nel 1945 da parte delle forze sovietiche e americane, venne instaurato nella regione settentrionale della penisola un regime militare comunista di stampo sovietico. Nell'agosto del 1948 venne eletta una nuova Assemblea popolare suprema ed il 3 settembre venne promulgata una nuova costituzione. La Repubblica Democratica Popolare di Corea venne proclamata il 9 settembre con Kim Il-sung come primo ministro.

## Celebrazione
La festa viene celebrata in tutto il Paese con performance artistiche, esibizioni ed eventi di atletica.
Di solito è il giorno in cui i nuovi bambini vengono ammessi alI'Unione dei bambini di Corea.